# Cliente de red
Un cliente de red o cliente software, en una red de computadoras, es la entidad de software que realiza las peticiones de servicio a los proveedores del mismo.
De esta manera, un cliente de red lanzará peticiones en forma de mensajes a un servidor de red que las procesará. Después de este proceso, el servidor transmitirá la respuesta al cliente.